# Straßenradsport-Weltmeisterschaften 1973

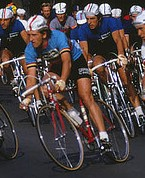
Freddy Maertens (vorne) wurde Zweiter der Profi-WM (hier 1974)

Die Straßenradsport-Weltmeisterschaften 1973 fanden am 29. August sowie am 1. und 2. September im spanischen Barcelona am Berg Montjuïc statt.
Gefahren wurde auf einer Rundstrecke von 14,6 Kilometer Länge, die die Profis siebzehnmal, die männlichen Amateure elfmal und die Frauen viermal bewältigen mussten.
Bei den Profis starteten 83 Fahrer, von denen nur 39 das Ziel des schweren Kurses erreichten. Weltmeister wurde Felice Gimondi, dem die steigungsreiche Strecke entgegenkam und der das Rennen aus einer Gruppe von vier Ausreißern heraus gewann. Später hieß es, dass Eddy Merckx es verhindert habe, dass sein Landsmann Freddy Maertens, zu dem er kein herzliches Verhältnis hatte, Weltmeister werden konnte. Von den acht deutschen Startern blieben nur zwei im Rennen, Karl-Heinz Küster als 28. und Jürgen Tschan als 29.
Bei den Amateuren waren 161 Fahrer aus 31 Ländern am Start. Es dominierte überraschenderweise die polnische Mannschaft, die mit Ryszard Szurkowski den Weltmeister sowie mit Stanisław Szozda den Vize-Weltmeister im Straßenrennen stellte. Während des Rennens war es sehr heiß und windig; entschieden wurde es an den Steigungen des Montjuic. Anderthalb Kilometer vor dem Ziel zog Szurkowski einer Gruppe von vier Ausreißern davon. Unter der Beteiligung von Szurkowski und Szozda hatte die polnische Mannschaft schon drei Tage zuvor Gold im Mannschaftszeitfahren geholt, das ohne Beteiligung einer westdeutschen Mannschaft stattgefunden hatte.

## Ergebnisse

### Frauen
Straßeneinzelrennen über 58,4 km
| Platz | Athlet                 | Land | Zeit         |
| ----- | ---------------------- | ---- | ------------ |
| 1     | Nicole Van Den Broeck  | BEL  | 1:31:08 h    |
| 2     | Keetie van Oosten-Hage | NED  | gleiche Zeit |
| 3     | Walentina Rebrowskaja  | URS  | gleiche Zeit |

### Männer – Profis
Straßeneinzelrennen über 248,659 km
| Platz | Athlet          | Land | Zeit                    |
| ----- | --------------- | ---- | ----------------------- |
| 1     | Felice Gimondi  | ITA  | 6:31:26 h (38,088 km/h) |
| 2     | Freddy Maertens | BEL  | gleiche Zeit            |
| 3     | Luis Ocaña      | ESP  | gleiche Zeit            |

### Männer (Amateure)
(160,6 km)
| Platz | Athlet             | Land | Zeit         |
| ----- | ------------------ | ---- | ------------ |
| 1     | Ryszard Szurkowski | POL  | 4:08:59 h    |
| 2     | Stanisław Szozda   | POL  | 4:09:30 h    |
| 3     | Bernard Bourreau   | FRA  | gleiche Zeit |

### Männer (Amateure) – Mannschaftszeitfahren
(100 km)
| Platz | Land | Mannschaft                                                         | Zeit        |
| ----- | ---- | ------------------------------------------------------------------ | ----------- |
| 1     | POL  | Lucjan Lis, Ryszard Szurkowski, Stanisław Szozda, Tadeusz Mytnik   | 2:03:29,1 h |
| 2     | URS  | Gennadi Komnatow, Juri Michailow, Boris Schuchow, Sergei Sinizyn   | 2:05:11,8 h |
| 3     | SWE  | Tord Filipsson, Lennart Fagerlund, Leif Hansson, Sven-Åke Nilsson  | 2:06:41,6 h |
| 4     | CSSR | Kondor, Jiří Mainuš, Mysik, Vondráček                              | 4:29 zurück |
| 5     | NED  | Fedor den Hertog, Wim de Waal, André Gevers, Gerrie Knetemann      | 4:39 zurück |
| 6     | NOR  | Thorleif Andresen, Knut Knudsen, Magne Orre, Jan Erik Gustavsen    | 5:02 zurück |
| 7     | ITA  |                                                                    | 5:09 zurück |
| 8     | DEN  |                                                                    | 6:09 zurück |
| 9     | HUN  |                                                                    | 6:29 zurück |
| 10    | COL  |                                                                    | 6:31 zurück |
| 11    | DDR  | Karl-Dietrich Diers, Detlef Kletzin, Horst Tischoff, Joachim Vogel | 6:34 zurück |
| 12    | SPA  |                                                                    | 7:24 zurück |
| 13    | ÖST  |                                                                    | 7:39 zurück |
| 14    | BUL  |                                                                    | 8:11 zurück |
| 15    | CUB  |                                                                    | 8:21 zurück |